# صورت (فیلم ۲۰۰۴)
«صورت» (انگلیسی: Face (2004 film)) فیلمی در ژانر ترسناک است که در سال ۲۰۰۴ منتشر شد.